# Bảo tàng - Phòng Âm nhạc Feliks Nowowiejski ở Poznań
Bảo tàng - Phòng Âm nhạc Feliks Nowowiejski ở Poznań (tiếng Ba Lan: Salon Muzyczny-Muzeum Feliksa Nowowiejskiego w Poznaniu) là một bảo tàng tiểu sử về cuộc đời và tác phẩm của nhà soạn nhạc người Ba Lan Feliks Nowowiejski, tọa lạc tại số 11 phố Aleja Wielkopolska, Poznań, Ba Lan. Bảo tàng bố trí triển lãm bên trong Biệt thự giữa những bông hồng. Gia đình Nowowiejski từng sống trong ngôi biệt thự này từ năm 1929 đến năm 1939. Ông cũng mất tại đây vào ngày 18 tháng 1 năm 1946.

## Lịch sử
Sau Chiến tranh thế giới thứ nhất, Feliks Nowowiejski định cư lâu dài ở Poznań. Ông cống hiến cho công việc giảng dạy từ năm 1920 đến năm 1927, và sau đó hoàn toàn dành hết tâm huyết cho công việc sáng tác và hòa nhạc.
Bảo tàng - Phòng Âm nhạc Feliks Nowowiejski ở Poznań chính thức mở cửa cho công chúng vào ngày 7 tháng 2 năm 2008, nhân dịp kỷ niệm 131 năm ngày sinh của nhà soạn nhạc.
Các cuộc triển lãm của bảo tàng giới thiệu cách bố trí ban đầu của các căn phòng trong ngôi biệt thự vào thời gian Feliks Nowowiejski lưu trú. Ngoài ra, các bộ sưu tập của bảo tàng cũng bao gồm các nhạc cụ, tác phẩm nghệ thuật và các vật dụng hàng ngày có liên quan đến nhà soạn nhạc.